# OGLE-TR-111
OGLE-TR-111 ist ein 4900 Lichtjahre von der Erde entfernter Hauptreihenstern mit einer Rektaszension von 10h 53m 01s und einer Deklination von −61° 24' 20". Er besitzt eine scheinbare Helligkeit von 15,55 mag. Im Jahre 2002 entdeckte Andrzej Udalski einen extrasolaren Planeten, der diesen Stern umkreist. Dieser trägt den Namen OGLE-TR-111 b.